# Kaltenborn (Colditz)
Kaltenborn ist seit 2011 ein Ortsteil der Stadt Colditz im Landkreis Leipzig in Sachsen, zuvor war der Ort ein Ortsteil von Zschadraß.

## Lage und Erreichbarkeit
Kaltenborn liegt ca. 5 km östlich der Stadt Colditz und ist über die B 176 und die Zollwitzer Straße mit ihr verbunden.

## Geschichte
Als Siedlung wurde Kaltenborn erstmals 1215 unter dem Namen Caldinburne in Urkunden erwähnt.
Gepfarrt war Kaltenborn anfangs nach der Matthäi-Kirche zu Leisnig. Um 1260 wird auf die früher erfolgte Exemtion der Kirche von Zschirla mit den Dörfern Skoplau und Chaldenburne verwiesen.